# 合肥市人民政府国有资产监督管理委员会
合肥市人民政府国有资产监督管理委员会，简称合肥市国资委，是中华人民共和国安徽省合肥市人民政府直属特设机构。根据合肥市人民政府授权，代表合肥市人民政府履行出资人职责，监管合肥市属国有（集体）企业、事业单位的国有资产。

## 监管企业
根据合肥市国资委官方网站显示，合肥市国资委有21家重点监管企业：
- 合肥市建设投资控股（集团）有限公司
- 合肥市产业投资控股（集团）有限公司
- 合肥兴泰金融控股（集团）有限公司
- 合肥政务文化新区开发投资有限公司
- 合肥市滨湖新区建设投资有限公司
- 合肥百货大楼集团股份有限公司
- 合肥供水集团有限公司
- 合肥燃气集团有限公司
- 合肥热电集团有限公司
- 合肥公交集团有限公司
- 安徽省合肥汽车客运有限公司
- 合肥丰乐种业股份有限公司
- 合肥城改投资建设集团有限公司
- 安徽国风塑业股份有限公司
- 合肥城建发展股份有限公司
- 合肥科技农村商业银行
- 合肥城市轨道交通有限公司
- 合肥报业传媒集团
- 合肥文广集团有限公司
- 安徽公共资源交易集团有限公司
- 合肥通航控股有限公司